# Сочаница (Двор)
Сочаница је насељено мјесто у општини Двор, Банија, Сисачко-мославачка жупанија, Република Хрватска.

## Географија
Састоји се од Горње, Доње и Средње Сочанице.

## Историја
Сочаница се од распада Југославије до августа 1995. године налазила у Републици Српској Крајини.

## Становништво
На попису становништва 2011. године, Сочаница је имала 23 становника.
| Националност       | 1991. | 1981. | 1971. | 1961. |
| Срби               | 214   | 307   | 357   | 461   |
| Југословени        |       | 6     |       |       |
| Муслимани          |       | 1     |       |       |
| остали и непознато | 2     | 1     | 1     | 6     |
| Укупно             | 216   | 315   | 358   | 467   |

| Демографија | Демографија | Демографија |
| Година      | Становника  | Становника  |
| ----------- | ----------- | ----------- |
| 1961.       | 467         |             |
| 1971.       | 358         |             |
| 1981.       | 315         |             |
| 1991.       | 216         |             |
| 2001.       | 31          |             |
| 2011.       |             | 23          |

## Попис1991.
На попису становништва 1991. године, насељено место Сочаница је имало 216 становника, следећег националног састава:
| Попис 1991.‍ | Попис 1991.‍ | Попис 1991.‍ | Попис 1991.‍ | Попис 1991.‍ |
| ----------- | ----------- | ----------- | ----------- | ----------- |
|             |             |             |             |             |
| Срби        | Срби        |             | 214         | 99,07%      |
| Муслимани   | Муслимани   |             | 1           | 0,46%       |
| остали      | остали      |             | 1           | 0,46%       |
| укупно: 216 |             |             |             |             |